# Hellfire Club (album)
Pour les articles homonymes, voir Hellfire Club (homonymie).
Albums de Edguy
Hall of Flames Superheroes
Hellfire Club est le septième album studio d'Edguy, groupe de power metal allemand.

## Liste des chansons
1. Mysteria – 5:44
2. The Piper Never Dies – 10:05
3. We Don't Need a Hero – 5:30
4. Down to the Devil – 5:27
5. King of Fools – 4:21
6. Forever – 5:40
7. Under the Moon – 5:04
8. Lavatory Love Machine – 4:25
9. Rise of the Morning Glory – 4:39
10. Lucifer in Love – 0:32
11. Navigator – 5:22
12. The Spirit Will Remain – 4:12
13. Children of Steel (titre bonus) – 4:03
14. Mysteria (chanson bonus, guest : Mille Petrozza de Kreator) – 5:32
15. Heavenward (démo de Navigator) - 5:17